# Borki Wielkie, Warmińsko-Mazurskie
Borki Wielkie [ˈbɔrki ˈvjɛlkʲɛ] (tiếng Đức: Groß Borken) là một ngôi làng thuộc khu hành chính của Gmina Biskupiec, thuộc huyện Olsztyński, Warmińsko-Mazurskie, ở miền bắc Ba Lan. Nó nằm khoảng 8 kilômét (5 mi)  phía đông Biskupiec và 38 km (24 mi) về phía đông của thủ đô khu vực Olsztyn.
Trước năm 1945, khu vực này là một phần của Đức (Đông Phổ).
Ngôi làng có dân số 350 người.